# Walker Bleakney
Walker Bleakney (8 février 1901 - 15 janvier 1992) était un physicien américain, l'un des inventeurs du spectromètre de masse,,,. Il est largement connu pour ses recherches dans les domaines de la physique atomique, de la physique moléculaire, de la dynamique des fluides, de l'ionisation des gaz et des ondes de déflagration. Bleakney était directeur du département de physique de l'Université de Princeton,. Il était à la tête du projet balistique de Princeton pendant la Seconde Guerre mondiale,.

## Carrière
Bleakney a reçu un bachelor's degree au Whitman College en 1924, puis un doctorat à l'Université du Minnesota en 1930. Il a ensuite passé toute sa carrière à l'Université de Princeton, d'abord comme chercheur titulaire d'un bourse nationale, puis comme instructeur à partir de 1932.
Il devint ensuite professeur adjoint en 1935, professeur agrégé en 1938, et enfin professeur en 1944. Bleakney est ensuite devenu directeur du département de physique en 1960 et est resté à ce poste jusqu'en 1967.
Au début de sa carrière à Princeton, Bleaker a apporté des contributions importantes dans le domaine de la physique nucléaire. Par exemple, il a prouvé que l’eau lourde contenait des traces d’hydrogène dont le poids était trois fois supérieur à l'hydrogène naturel (1935). Faisant équipe avec d'autres physiciens de Princeton, il produisit de l'Hydrogène 3 (tritium) en 1934.

## Prix et distinctions
- Walker Bleakney a été élu à l'Académie nationale des sciences des États-Unis en 1959[1]
- Il a été boursier du Conseil national de la recherche en 1930-1932[1]
- Il a reçu des citations pour des recherches sur la Seconde Guerre mondiale[1]
- Honorary Doctor of Science, Collège Whitman, 1955[1]
- Académie américaine des arts et des sciences, 1963[1]
- Cyrus Fogg Bracket Professor of Physics, Université de Princeton, 1953[1]
- Class of 1909 Professor of Physics, Université de Princeton, 1963[1]

## Lectures complémentaires
- R. J. Emrich. Walker Bleakney and the development of the shock tube at Princeton. Shock Wave 5(1996):327–39.